# 隨緣白泥介
隨緣白泥介（学名：Argilloecia affinis）为海星介科白泥介屬下的一个种。